# 귀부병

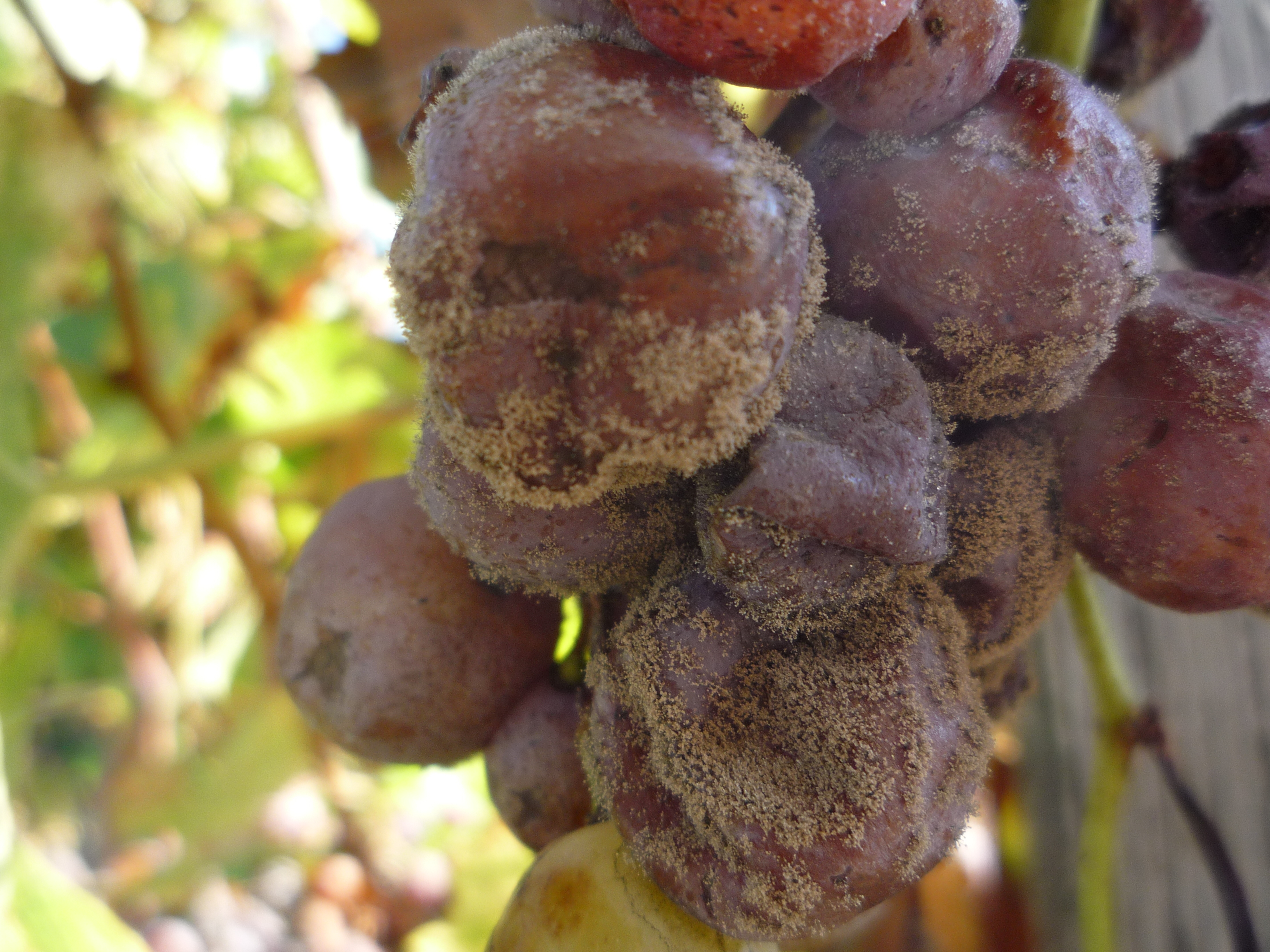
귀부균이 번식한 세미용 포도 열매.

귀부병 또는 귀부(貴腐, 프랑스어: pourriture noble)는 귀부균(Botrytis Cinerea)이 감염된 백포도주용 포도의 상태를 말한다. 날씨가 습해지면 포도를 못 쓸 정도로 감염되어버리지만, 날씨가 충분히 건조하면 약간 건포도와 같은 형태가 되어 달아진다. 이렇게 된 포도로 만든 당도가 높은 와인을 귀부 와인이라 부른다.